# 滋賀県道・京都府道781号麻生古屋梅ノ木線
滋賀県道・京都府道781号麻生古屋梅ノ木線（しがけんどう・きょうとふどう781ごう あそうふるやうめのきせん）は、滋賀県高島市から京都府京都市左京区を経由して、滋賀県大津市に至る一般府県道である。

## 概要
高島市朽木麻生から京都府京都市左京区久多を経由して、滋賀県大津市葛川梅ノ木町に至る。
国道367号から福井県道・滋賀県道23号小浜朽木高島線を安曇川の支流である北川に沿って1 km進んだ麻生川との合流点が始点であり、そこから北川沿いに進み、朽木中牧付近で大きく曲がり尾根を越え針畑川に沿う。その付近から針畑越えにそって福井県へ向かう舗装林道小入谷線および芦生へ向かう地蔵峠への市道が分岐する。針畑川を下っていくと京都市に入り、広河原能見の方から来た京都府道110号久多広河原線と久多川とともに合流し、しばらくすると再び滋賀県に入り終点に至り、安曇川と合流する。

### 路線データ
- 起点：滋賀県高島市朽木麻生（福井県道・滋賀県道23号小浜朽木高島線交点）
- 終点：滋賀県大津市葛川梅ノ木町（国道367号交点）
- 実延長：34.9 km

## 歴史
かつては滋賀県側では290→783と整理番号が異なっていたが、2009年（平成21年）4月1日に京都府に合わせ781へ変更された。高島市に数箇所ある六角形の県道番号標識でも「783」から「781」への修正が行われている。

## 路線状況

### 道路施設

#### 橋梁
- 滋賀県
  - 前川橋（安曇川、大津市）

## 地理

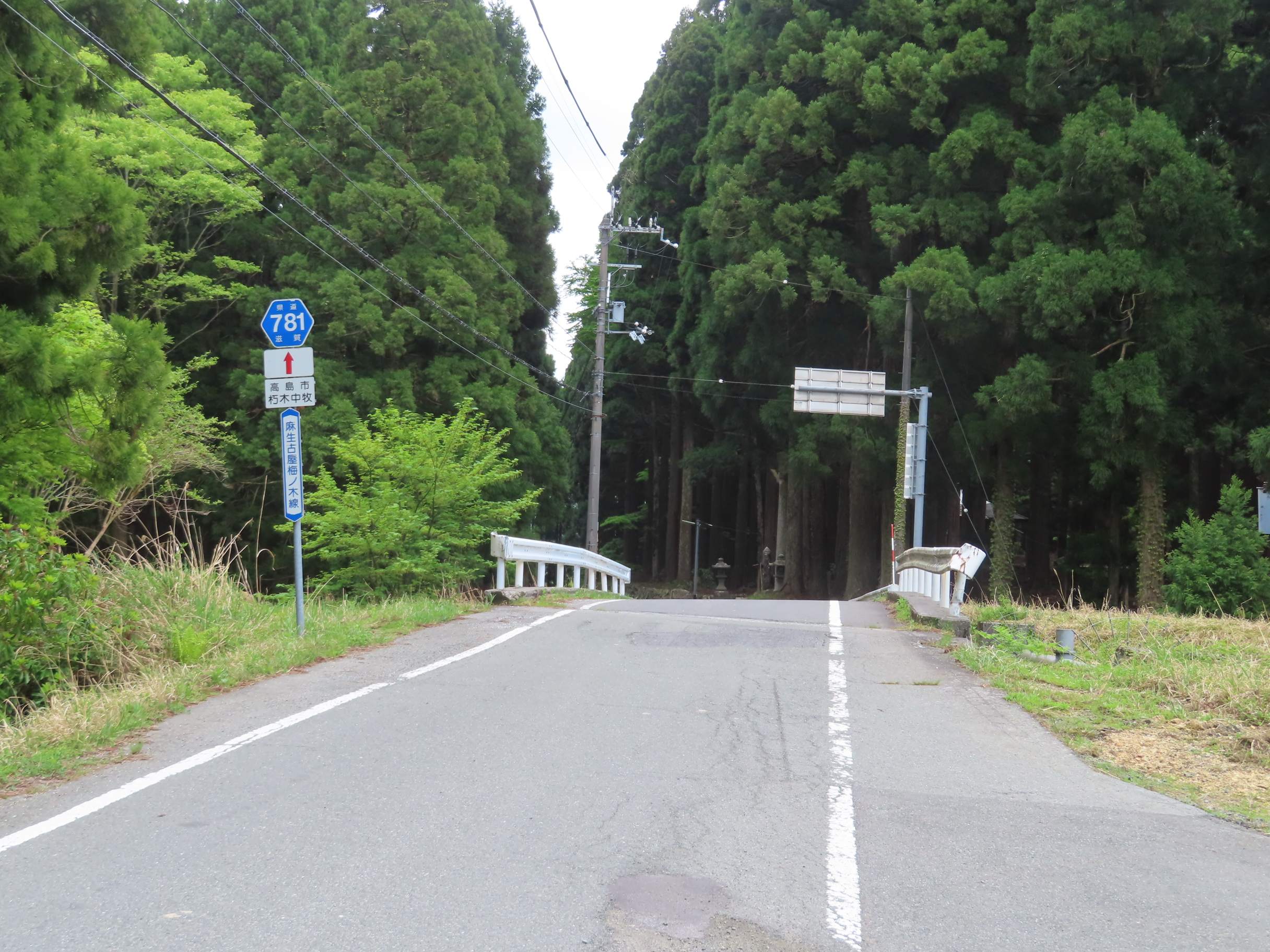
高島市朽木中牧

### 通過する自治体
- 滋賀県
  - 高島市
- 京都府
  - 京都市（左京区）
- 滋賀県
  - 大津市

### 交差する道路
| 交差する道路                         | 都道府県名 | 市町村名 | 市町村名 | 交差する場所 | 交差する場所 |
| ------------------------------------ | ---------- | -------- | -------- | ------------ | ------------ |
| 福井県道・滋賀県道23号小浜朽木高島線 | 滋賀県     | 高島市   | 高島市   | 朽木麻生     | 起点         |
| 京都府道110号久多広河原線            | 京都府     | 京都市   | 左京区   | 久多川合町   |              |
| 国道367号 / 鯖街道                   | 滋賀県     | 大津市   | 大津市   | 葛川梅ノ木町 | 終点         |

### 沿線
- 長寿寺
- 能家県営林
- 全昌寺
- 山神神社
- 洞照寺
- 日吉神社
- 洞照寺
- 極楽寺
- 山神神社
- 大宮神社
- 針畑郷山村都市交流館 源流の駅 山帰来
- 高島市立朽木西小学校
- 高島市民病院 針畑診療所
- 玉泉寺
- 古屋簡易郵便局
- 京都精華大学 伊谷記念朽木学舎
- 松源寺
- 蛭子神社
- 忍子渕神社
- 高島市民病院 平良出張診療所
- 高島市立朽木西小学校平良分校跡
- 平良ふれあいセンター（キャンプ）
- 朽木こがわ渓流センター（渓流釣り・バーベキュー・ルアー・キャンプ）
- 寂静寺
- 思子渕神社
- 久多の里オートキャンプ場
- いこいの里久多キャンプ場

## ギャラリー

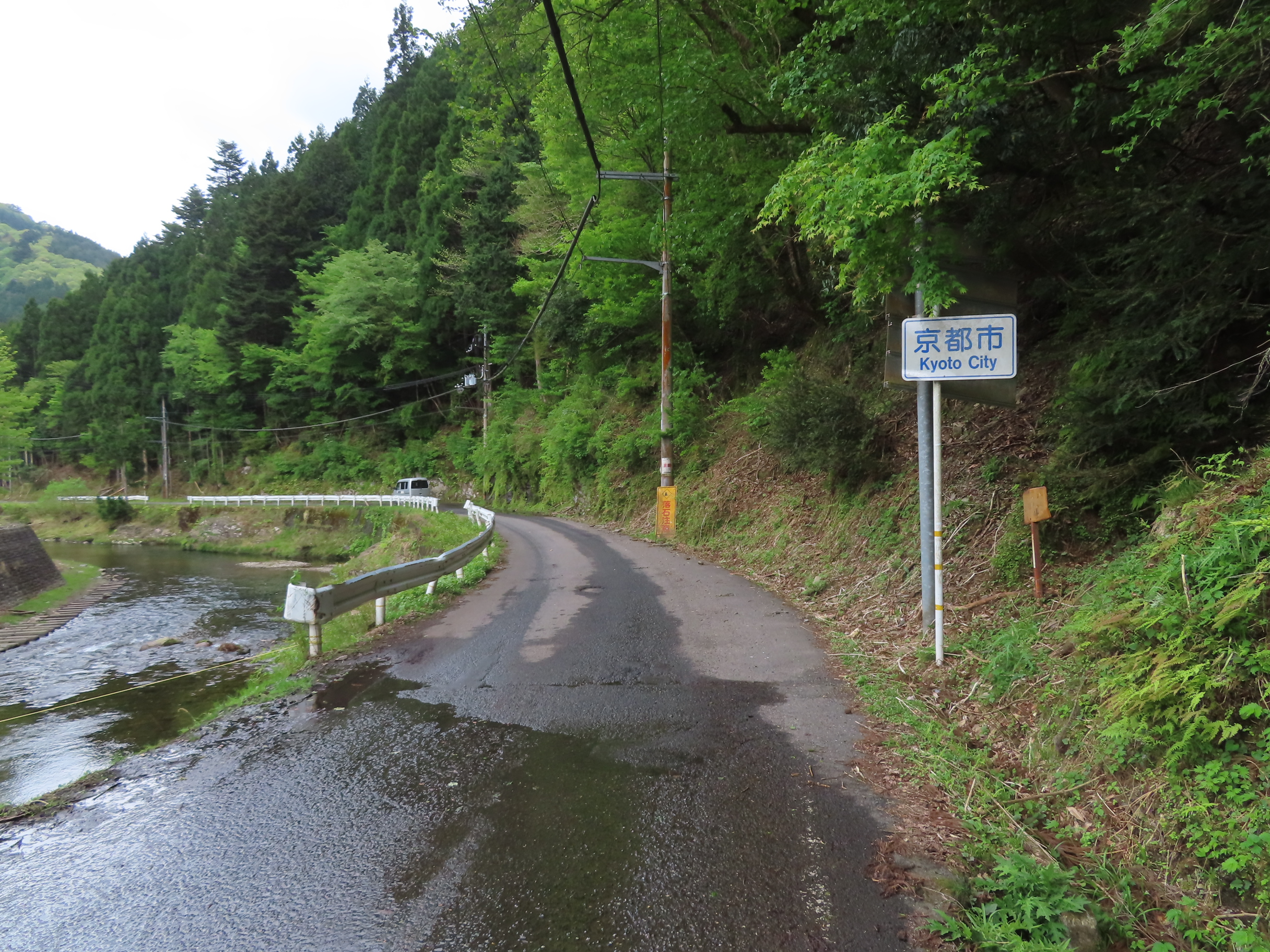
滋賀県高島市・京都府京都市左京区境
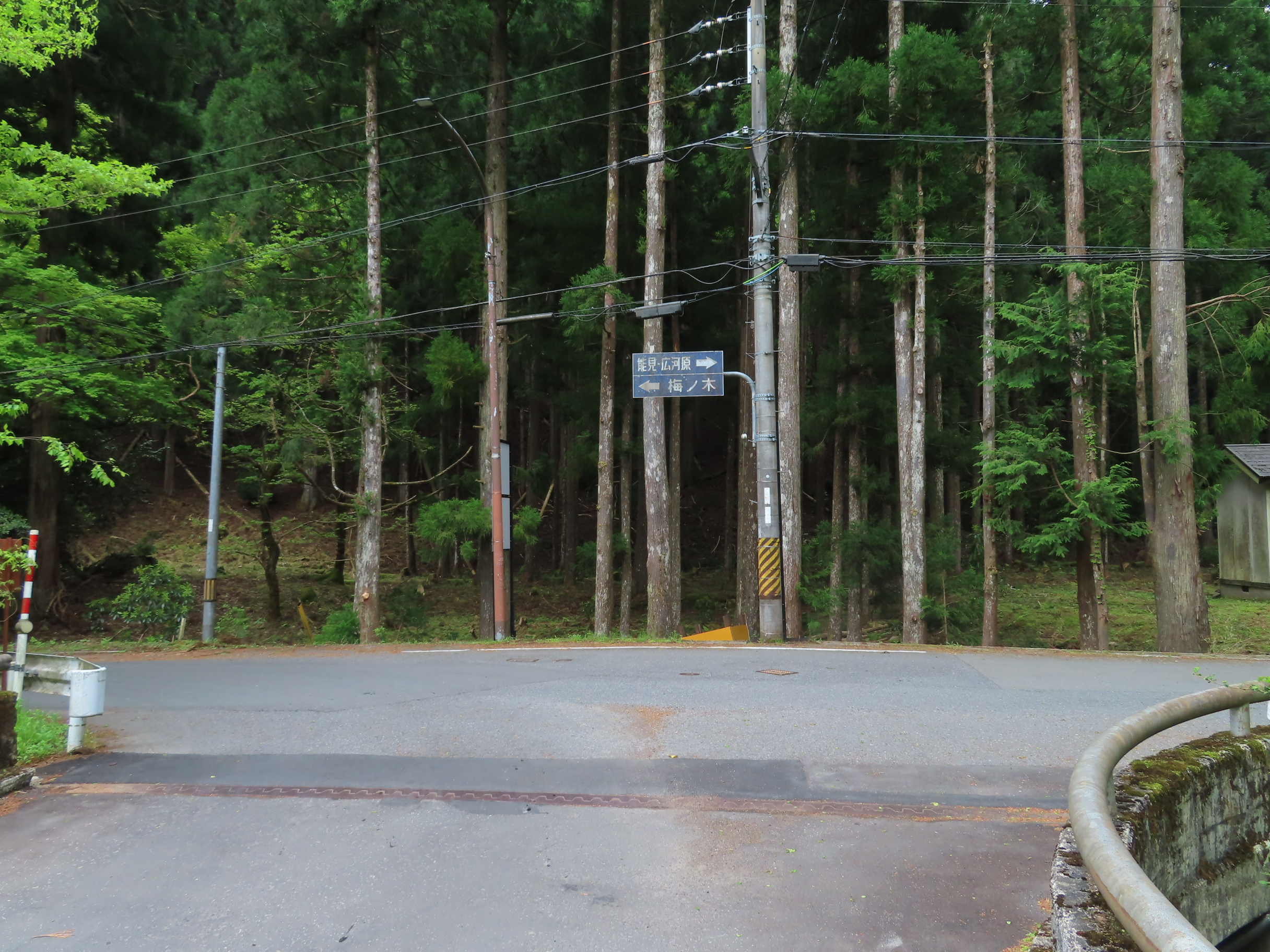
京都府道110号久多広河原線との交差点（京都府京都市左京区久多川合町）
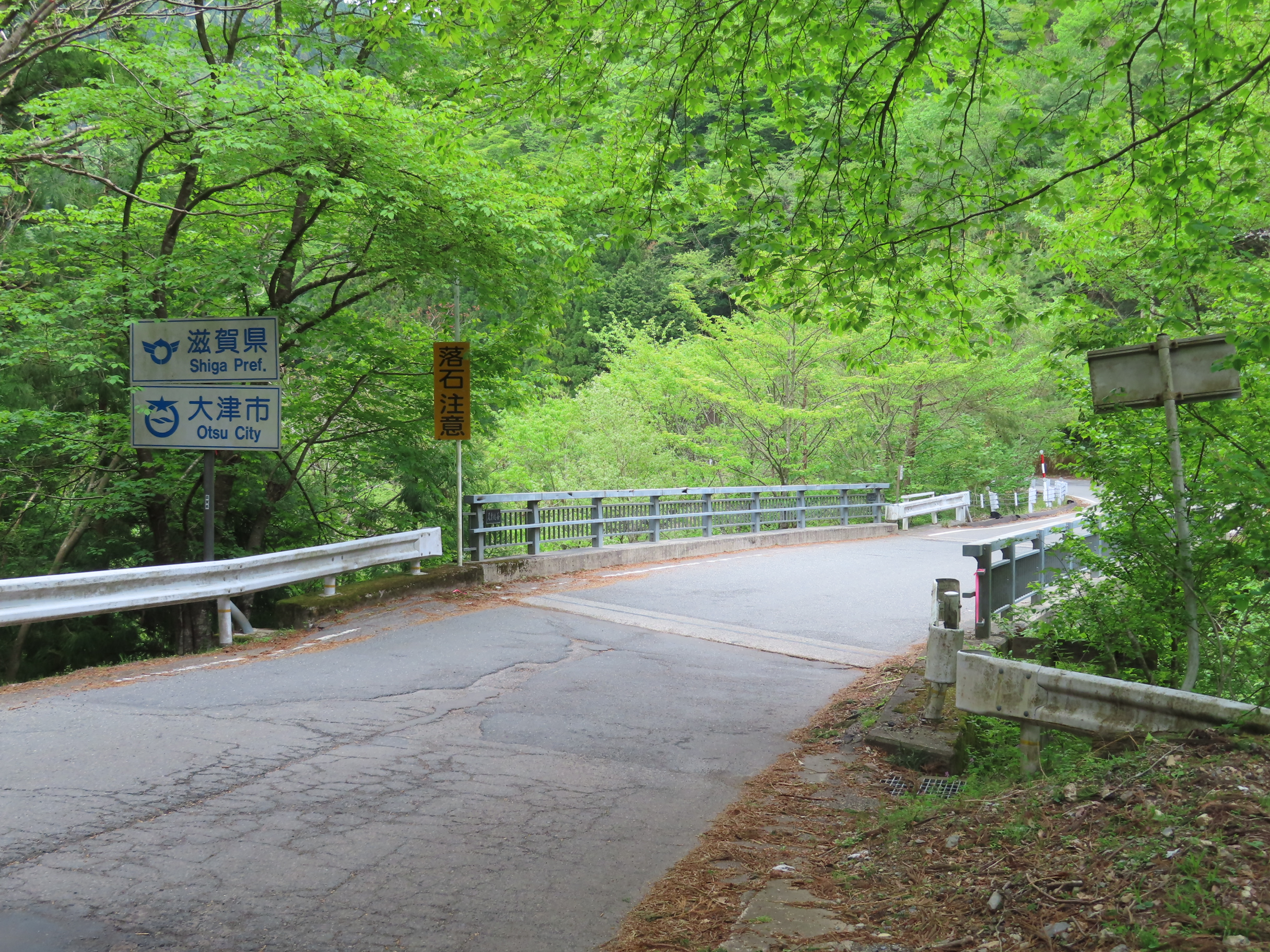
京都府京都市左京区・滋賀県大津市境（尾曽越橋）
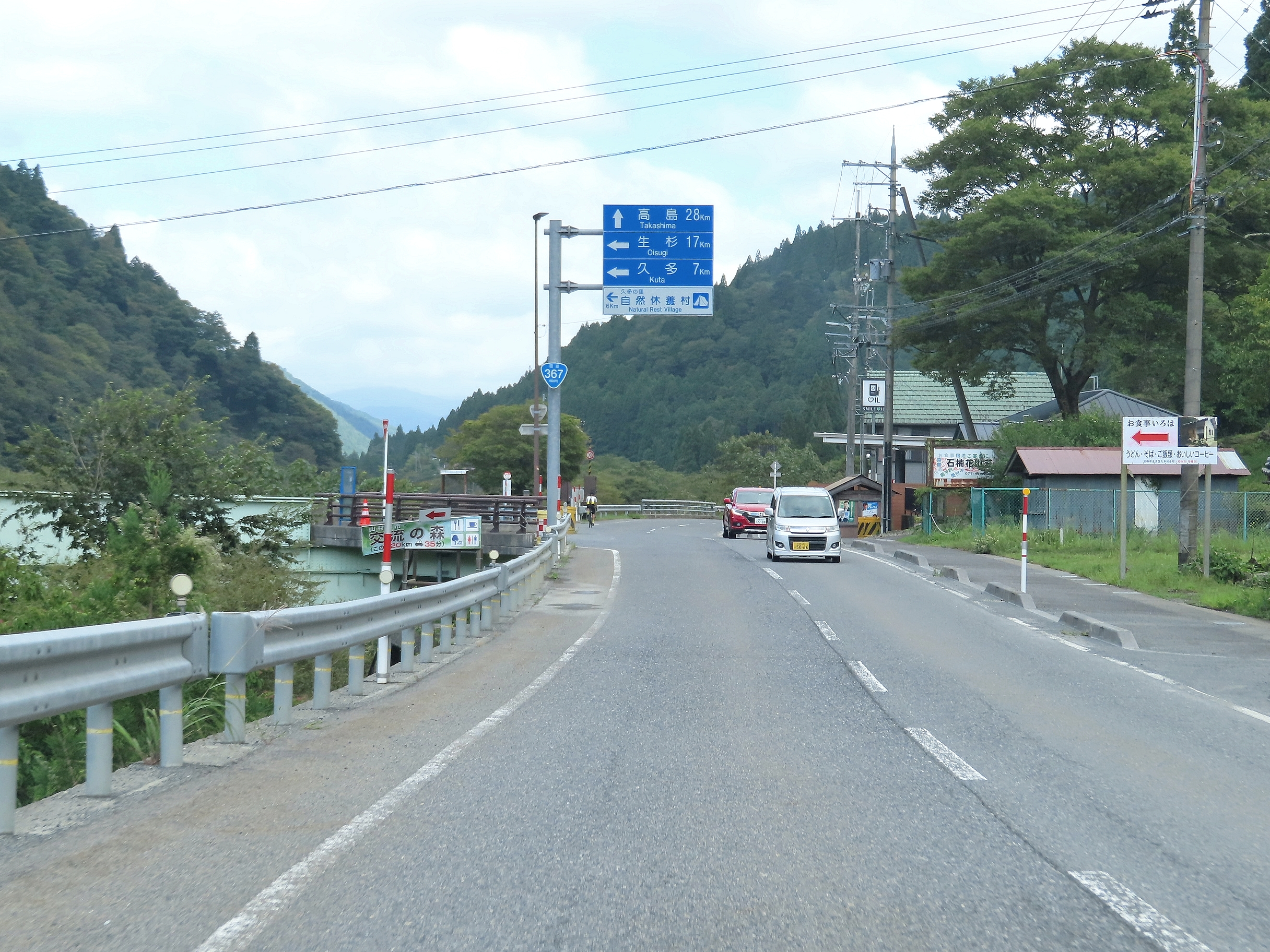
終点（滋賀県大津市葛川梅ノ木町）